# Lawrence Doherty
Hugh Lawrence Doherty, Laurie Doherty, „Little Do” (ur. 8 października 1875 w Londynie, zm. 21 sierpnia 1919 w Broadstairs) – brytyjski tenisista, zwycięzca Wimbledonu i US Open w grze pojedynczej i podwójnej, zdobywca Pucharu Davisa, mistrz olimpijski.

## Kariera tenisowa
Doherty był młodszym bratem Reginalda Doherty’ego, razem z którym dominował na kortach Wimbledonu na przełomie XIX i XX wieku. W latach 1897–1906 nie było finału gry pojedynczej, w którym nie grałby co najmniej jeden z braci, a w 1898 roku w finale spotkali się obydwaj (wygrał starszy). W tym samym czasie nieprzerwanie także grali w finałach debla.
Nauczył się grał w tenisa dzięki starszemu bratu. Studiował w Trinity Hall na Uniwersytecie Cambridge i reprezentował uczelnię w meczach z Oxfordem w latach 1896–1899. W 1898 roku wygrał wimbledoński turniej pretendentów (All Comers) i po raz pierwszy walczył o tytuł mistrzowski, ulegając bratu w pięciu setach. W 1902 roku odniósł pierwsze wimbledońskie zwycięstwo. Pozostał niepokonany w czterech kolejnych edycjach, a właściwie finałach, gdyż jako zwycięzca miał zagwarantowany udział od razu w finale (challenge round). W 1903 i 1904 roku pokonał Franka Riseleya, w 1905 roku Normana Brookesa, w 1906 roku ponownie Riseleya. W 1907 roku nie przystąpił do obrony tytułu i mistrzem został Brookes, pierwszy zwycięzca spoza Wysp Brytyjskich.
Dwukrotnie startował w międzynarodowych mistrzostwach USA (obecne US Open). W 1903 roku Doherty pokonał 6:3, 6:2, 6:3 Williama Clothiera w finale turnieju pretendentów, by następnie wygrać także z broniącym mistrzostwa Williamem Larnedem. Stał się w ten sposób pierwszym zagranicznym triumfatorem gry pojedynczej w mistrzostwach USA. W 1902 i 1903 roku bracia Doherty wygrywali grę podwójną na tym turnieju.
W pierwszym finale deblowym na Wimbledonie, w 1897 roku bracia Doherty spotkali się z inną parą braterską, bliźniakami Wilfredem i Herbertem Baddeleyami. W kolejnych edycjach jedyne porażki ponieśli w finałach w 1902 i 1906 roku, a ich pogromcami byli Sidney Smith i Frank Riseley. Bracia triumfowali wspólnie także pięć razy na mistrzostwach Irlandii (1898–1902). Lawrence Doherty zdobył tytuł mistrza Irlandii w grze pojedynczej w 1902 roku (po trzech kolejnych zwycięstwach starszego brata), a w 1901 i 1902 roku wygrywał na tym turnieju grę mieszaną.
W latach 1902–1906 Lawrence Doherty wystąpił w pięciu edycjach Pucharu Davisa, pozostając w tych rozgrywkach niepokonany. W 1902 roku zdobył z bratem punkt deblowy przeciwko Stanom Zjednoczonym, jednak to tenisiści z USA zdobyli trofeum. W latach 1903–1906 puchar wygrywali Brytyjczycy, już regularnie z Lawrence’em Dohertym w składzie.
Lawrence Doherty zdobył także trzy medale igrzysk olimpijskich z Paryża, w tym dwoma złotymi – w grze pojedynczej i podwójnej z bratem Reginaldem. Brązowy medal wywalczył w grze mieszanej, partnerując Amerykance Marion Jones.
Lawrence Doherty jest uważany za jednego z najwybitniejszych tenisistów w okresie poprzedzającym I wojnę światową – jego styl jest określany jako jeden z bardziej widowiskowych, ofensywnych i zarazem skutecznych wśród graczy brytyjskich. Jego specjalnymi zagraniami były smecz i wolej. Był tenisistą bardzo szybkim i ruchliwym, aczkolwiek nie nadawał on piłkom rotacji.
Zakończył karierę dość wcześnie, na prośbę matki obawiającej się o jego zdrowie (podobnie jak Reginald był dość chorowity). Bracia zostali szczególnie uhonorowani na obiekcie All England Lawn Tennis and Croquet Club, gdzie jedną z bram nazwano „The Doherty Gates”. W 1980 roku obaj zostali wpisani do Międzynarodowej Tenisowej Galerii Sławy.

### Finały w turniejach wielkoszlemowych

#### Gra pojedyncza (6–1)
| Końcowy wynik | Nr | Data | Turniej                              | Nawierzchnia | Przeciwnik       | Wynik finału            |
| ------------- | -- | ---- | ------------------------------------ | ------------ | ---------------- | ----------------------- |
| Finalista     | 1. | 1898 | Wimbledon, Londyn                    | Trawiasta    | Reginald Doherty | 3:6, 3:6, 6:2, 7:5, 1:6 |
| Zwycięzca     | 1. | 1902 | Wimbledon, Londyn                    | Trawiasta    | Arthur Gore      | 6:4, 6:3, 3:6, 6:0      |
| Zwycięzca     | 2. | 1903 | Wimbledon, Londyn                    | Trawiasta    | Frank Riseley    | 7:5, 6:3, 6:0           |
| Zwycięzca     | 3. | 1903 | U.S. National Championships, Newport | Trawiasta    | William Larned   | 6:0, 6:3, 10:8          |
| Zwycięzca     | 4. | 1904 | Wimbledon, Londyn                    | Trawiasta    | Frank Riseley    | 6:1, 7:5, 8:6           |
| Zwycięzca     | 5. | 1905 | Wimbledon, Londyn                    | Trawiasta    | Norman Brookes   | 8:6, 6:2, 6:4           |
| Zwycięzca     | 6. | 1906 | Wimbledon, Londyn                    | Trawiasta    | Frank Riseley    | 6:4, 4:6, 6:2, 6:3      |

#### Gra podwójna (10–2)
| Końcowy wynik | Nr  | Data | Turniej                              | Nawierzchnia | Partner          | Przeciwnicy                         | Wynik finału             |
| ------------- | --- | ---- | ------------------------------------ | ------------ | ---------------- | ----------------------------------- | ------------------------ |
| Zwycięzca     | 1.  | 1897 | Wimbledon, Londyn                    | Trawiasta    | Reginald Doherty | Herbert Baddeley Wilfred Baddeley   | 6:4, 4:6, 8:6, 6:4       |
| Zwycięzca     | 2.  | 1898 | Wimbledon, Londyn                    | Trawiasta    | Reginald Doherty | Harold Nisbet Clarence Hobart       | 6:4, 6:4, 6:2            |
| Zwycięzca     | 3.  | 1899 | Wimbledon, Londyn                    | Trawiasta    | Reginald Doherty | Harold Nisbet Clarence Hobart       | 7:5, 6:0, 6:2            |
| Zwycięzca     | 4.  | 1900 | Wimbledon, Londyn                    | Trawiasta    | Reginald Doherty | Harold Nisbet Herbert Roper-Barrett | 9:7, 7:5, 4:6, 3:6, 6:3  |
| Zwycięzca     | 5.  | 1901 | Wimbledon, Londyn                    | Trawiasta    | Reginald Doherty | Dwight Davis Holcombe Ward          | 4:6, 6:2, 6:3, 9:7       |
| Finalista     | 1.  | 1902 | Wimbledon, Londyn                    | Trawiasta    | Reginald Doherty | Sydney Howard Smith Frank Riseley   | 6:4, 6:8, 3:6, 6:4, 9:11 |
| Zwycięzca     | 6.  | 1902 | U.S. National Championships, Newport | Trawiasta    | Reginald Doherty | Dwight Davis Holcombe Ward          | 11:9, 12:10, 6:4         |
| Zwycięzca     | 7.  | 1903 | Wimbledon, Londyn                    | Trawiasta    | Reginald Doherty | Sydney Howard Smith Frank Riseley   | 6:4, 6:4, 6:4            |
| Zwycięzca     | 8.  | 1903 | U.S. National Championships, Newport | Trawiasta    | Reginald Doherty | Kreigh Collins L. Harry Waidner     | 7:5, 6:3, 6:3            |
| Zwycięzca     | 9.  | 1904 | Wimbledon, Londyn                    | Trawiasta    | Reginald Doherty | Sydney Howard Smith Frank Riseley   | 6:1, 6:2, 6:4            |
| Zwycięzca     | 10. | 1905 | Wimbledon, Londyn                    | Trawiasta    | Reginald Doherty | Sydney Howard Smith Frank Riseley   | 6:2, 6:4, 6:8, 6:3       |
| Finalista     | 2.  | 1906 | Wimbledon, Londyn                    | Trawiasta    | Reginald Doherty | Sydney Howard Smith Frank Riseley   | 8:6, 4:6, 7:5, 3:6, 3:6  |